# Domenico Maria Spinola
Domenico Maria Spinola (Bastia, 1666 – Bastia, 1743) foi o 151.º Doge da República de Génova e rei da Córsega.

## Biografia
O Grande Conselho de 29 de janeiro de 1732 elegeu-o o novo Doge da República de Génova, o cento e sexto na sucessão bienal e o cento e cinquenta e um na história republicana. Como Doge, ele também foi investido no cargo bienal de rei da Córsega.